# Леушень (Гинчештський район)
Леушень (рум. Leușeni) — село у Гинчештському районі Молдови. Адміністративний центр однойменної комуни, до складу якої також входить село Фетяска.

## Населення
За даними перепису населення 2004 року у селі проживали 2166 осіб.
Національний склад населення села:
| Національність       | Кількість осіб | Відсоток   |
| -------------------- | -------------- | ---------- |
| молдавани румуни     | 2103 26        | 97,1% 1,2% |
| українці             | 17             | 0,8%       |
| росіяни              | 13             | 0,6%       |
| цигани               | 5              | 0,2%       |
| болгари              | 1              | < 0,1%     |
| інша / без відповіді | 1              | < 0,1%     |
| Всього               | 2166           | 100%       |